# Euxoa postmedialis
Euxoa postmedialis är en fjärilsart som beskrevs av Embrik Strand 1916. Euxoa postmedialis ingår i släktet Euxoa och familjen nattflyn. Inga underarter finns listade i Catalogue of Life.